# Natuurpark Mont Avic
Het Natuurpark Mont Avic (Italiaans: Parco naturale del Mont Avic, Frans: Parc naturel du mont Avic) is een beschermd natuurgebied in Valle d'Aosta, Italië. Het regionale natuurpark is gelegen rondom Mont Avic, een berg in de Grajische Alpen, en heeft een oppervlakte van meer dan 5.747 hectare. Het is het eerste regionale natuurpark van de regio, na het nationaal park Gran Paradiso, dat in 1989 werd opgericht en in 2003 werd uitgebreid. Het strekt zich uit tussen de Champdepraz-vallei en de Champorcher-vallei, doorgroefd door de beek Chalamy, op een afgelegen plek ten opzichte van de grote toeristische routes in Valle d'Aosta. De hoge toppen van de Mont Avic (3003 meter), de Mont Iverta (2936 meter) en de Mont Glacier (3186 meter) scheiden de Champdepraz-vallei van de Champorcher-vallei. In het park staat het grootste bos van bergdennen (Pinus mugo subsp. uncinata) in de Aostavallei: meer dan 980 hectare.

## Wandelpaden
Er zijn verschillende wandelpaden in het park: de populairste is die vanuit de Champorcher-vallei die de Colle del Lago Bianco oversteekt en afdaalt in de Champdepraz-vallei, met de Matterhorn en de Monte Rosa op de achtergrond, het Lac Blanc raakt, geflankeerd door de Rifugio Barbustel (2200 meter), en het Lac Cornu, om vervolgens het Gran Lago te bereiken, het grootste natuurlijke meer in Valle d'Aosta; Aan de andere kant, als je door de Champorcher-vallei gaat, kun je het Misérinmeer (22 hectare) op 2576 meter hoogte bereiken en, langs de oude Savoyse jachtweg, de Fenêtre de Champorcher, een pas op 2826 meter hoogte die toegang geeft tot de Urtiervallei.
Er zijn andere paden die beginnen bij de gehuchten Chevrère en Veulla (hoofddorp) van Champdepraz, op een hoogte van 1.300 meter, en die andere meren, andere bossen en enkele bewijzen van mijnbouwactiviteiten in het verleden aanraken.

## Beheer
Het park heeft een gecontroleerd milieubeheer en is het eerste park in Europa dat voldoet aan Environmental Management and Audit Scheme (EMAS), een internationale standaard voor milieumanagementsystemen van de Europese Unie.
Het park ontvangt toeristen in het bezoekerscentrum van Champorcher, gevestigd in de Villa Biamonti in de plaats Château, en in het bezoekerscentrum van Champdepraz, in de plaats Chevrère in het dorp Covarey, in de gemeente Champdepraz. Het bezoekerscentrum Villa Biamonti is gewijd aan de geologie, biologie en geomorfologie van het park, in het bijzonder de vallei van Dondenaz. Het bezoekerscentrum van Covarey omvat een natuurmuseum, een informatiepunt en een polyvalente zaal.

## Galerij

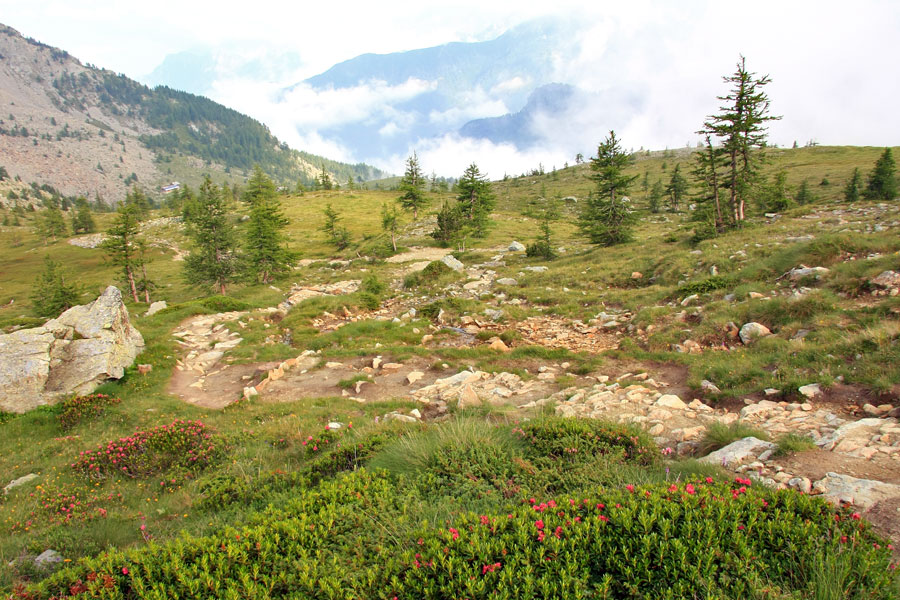
Pad dat vanaf Champorcher omhoog loopt.
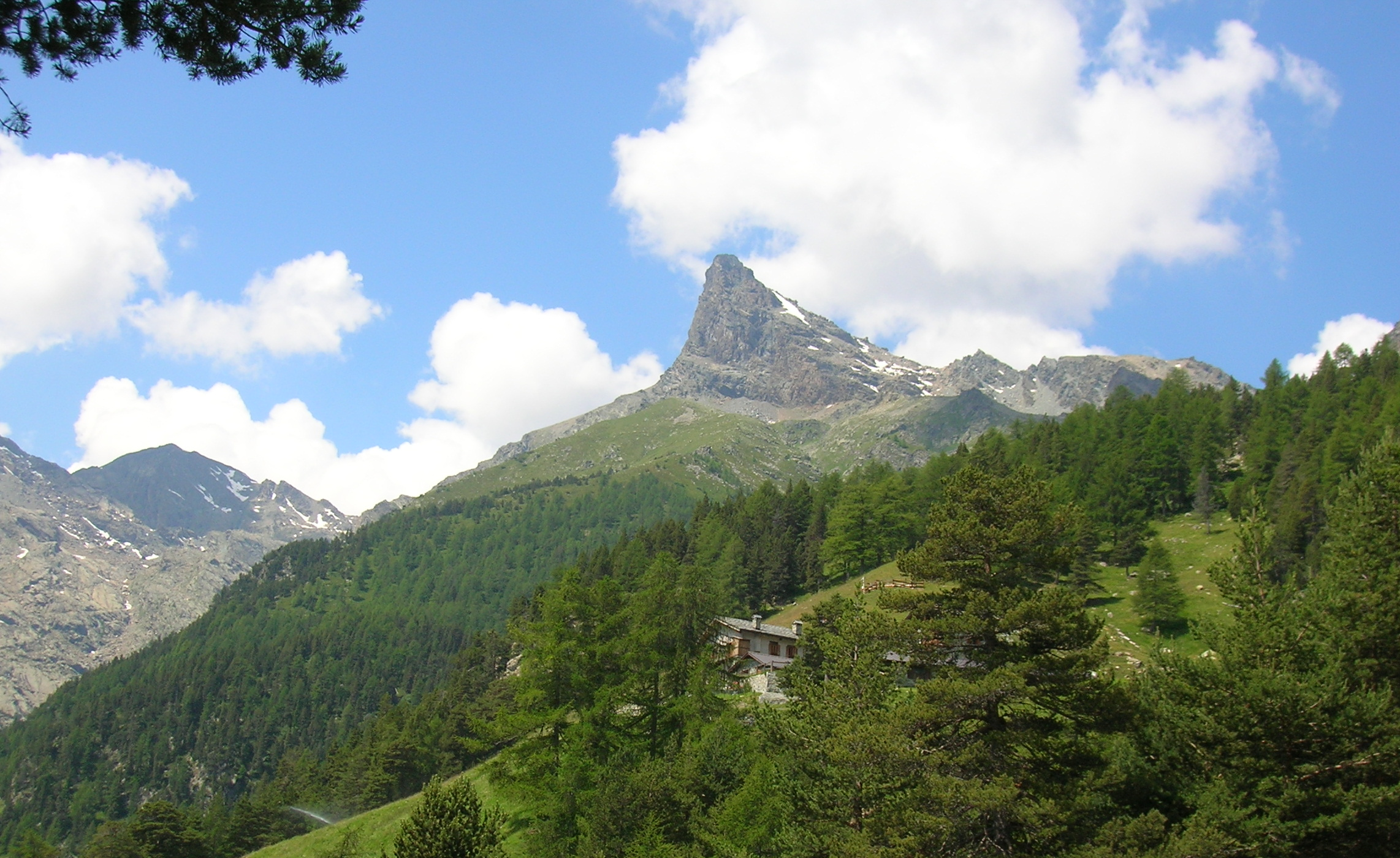
Panorama
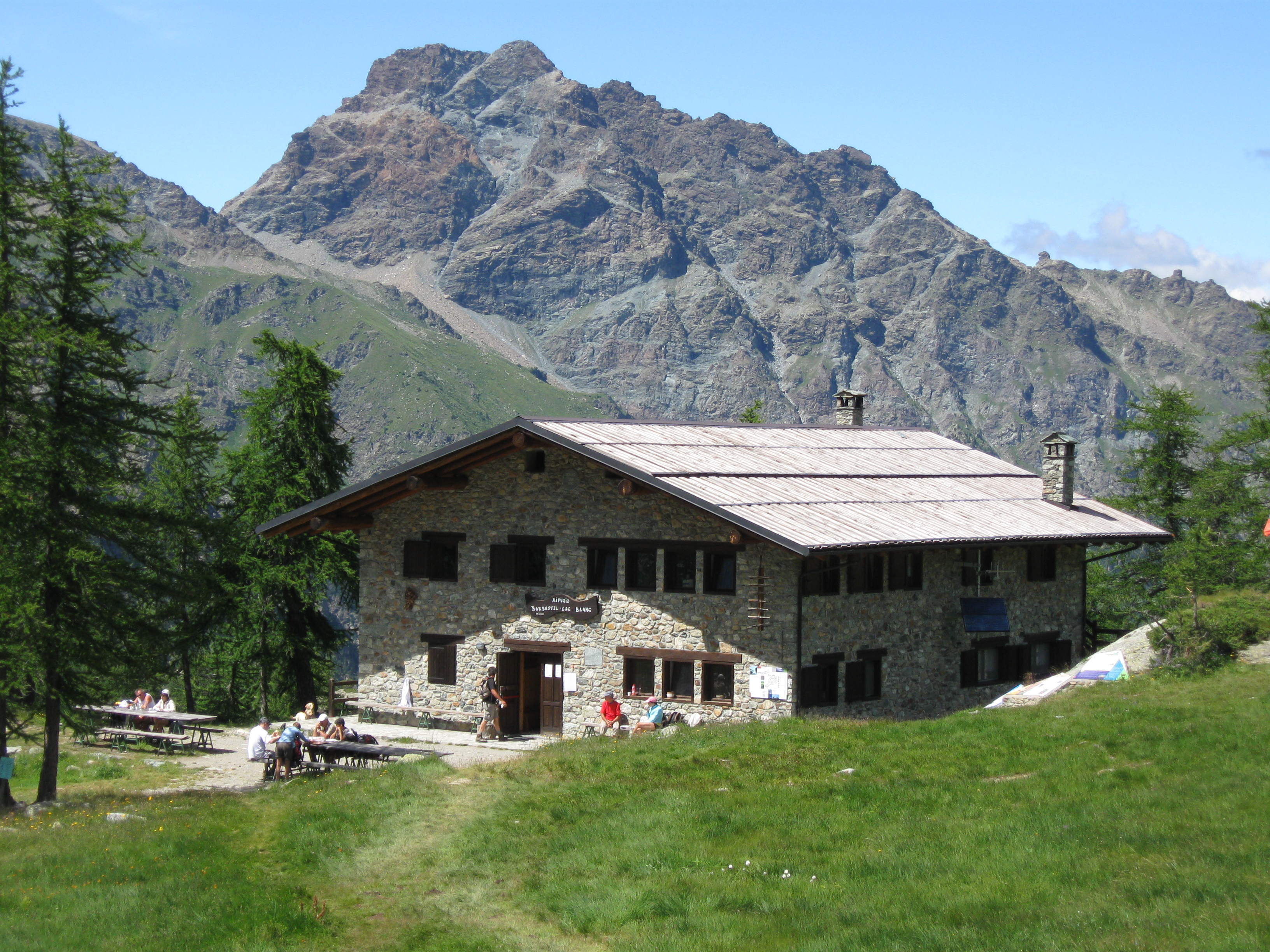
De berghut van Barbustel
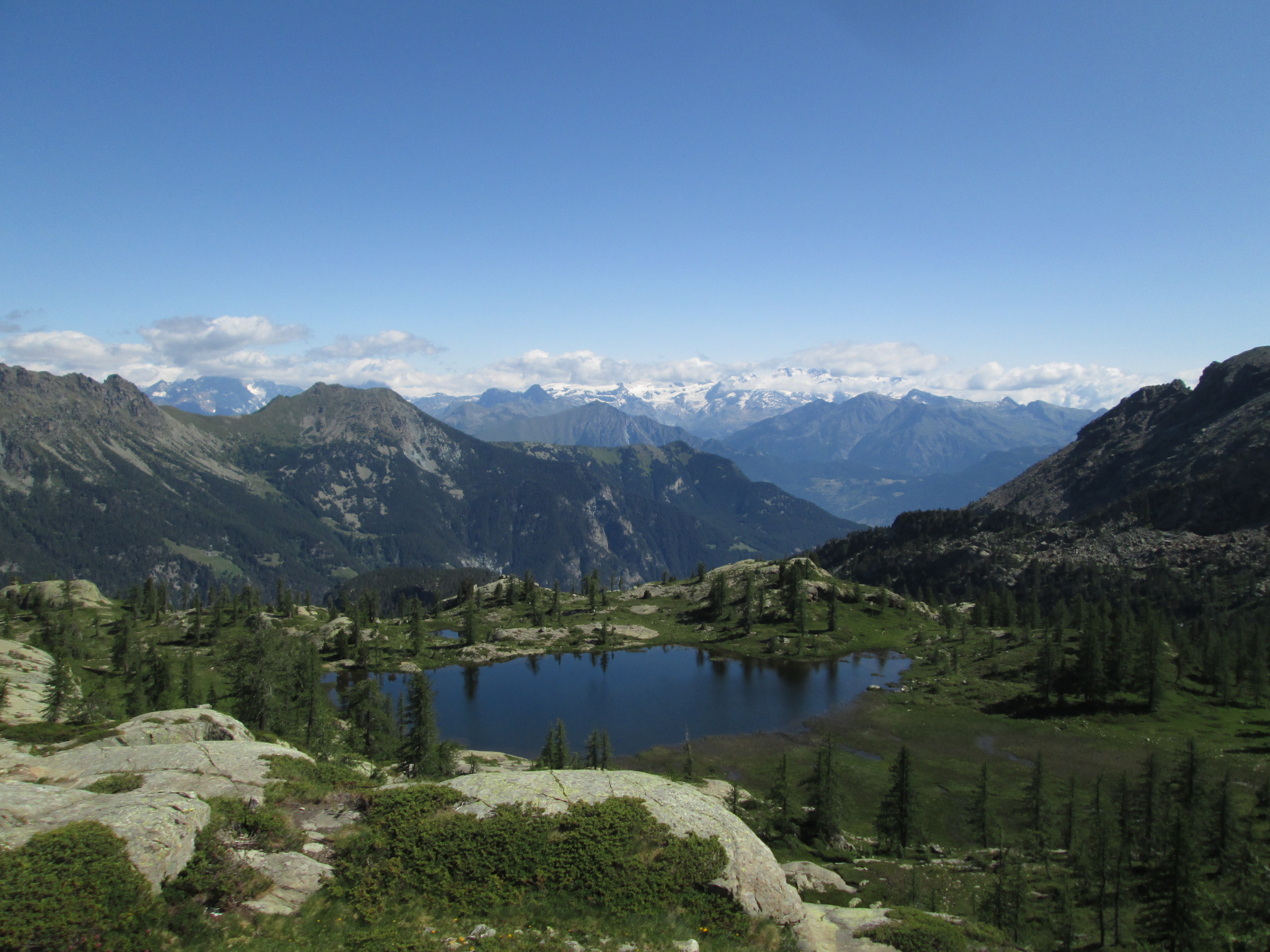
Zicht op het Lago Vallette in het park
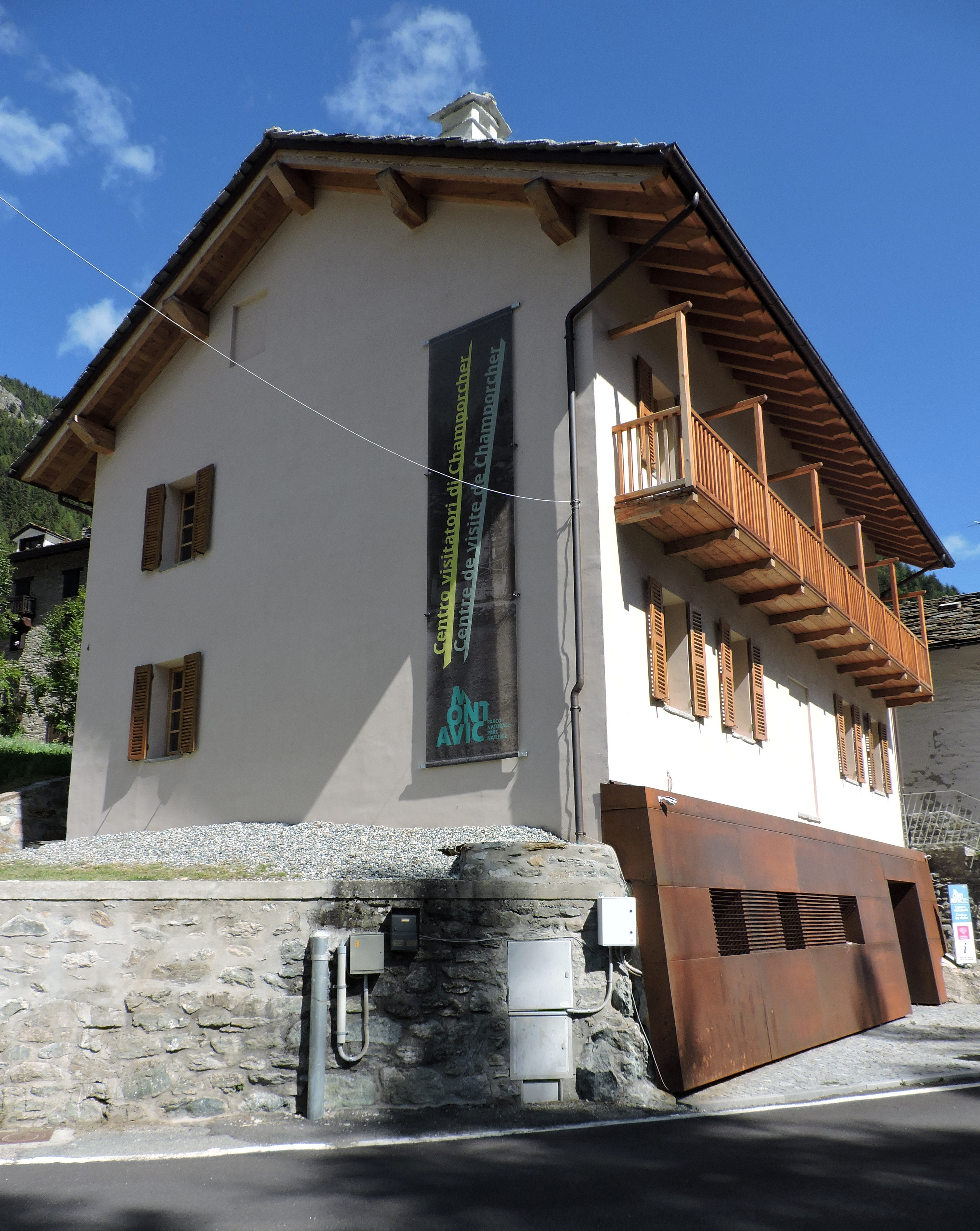
Het bezoekerscentrum van Champorcher
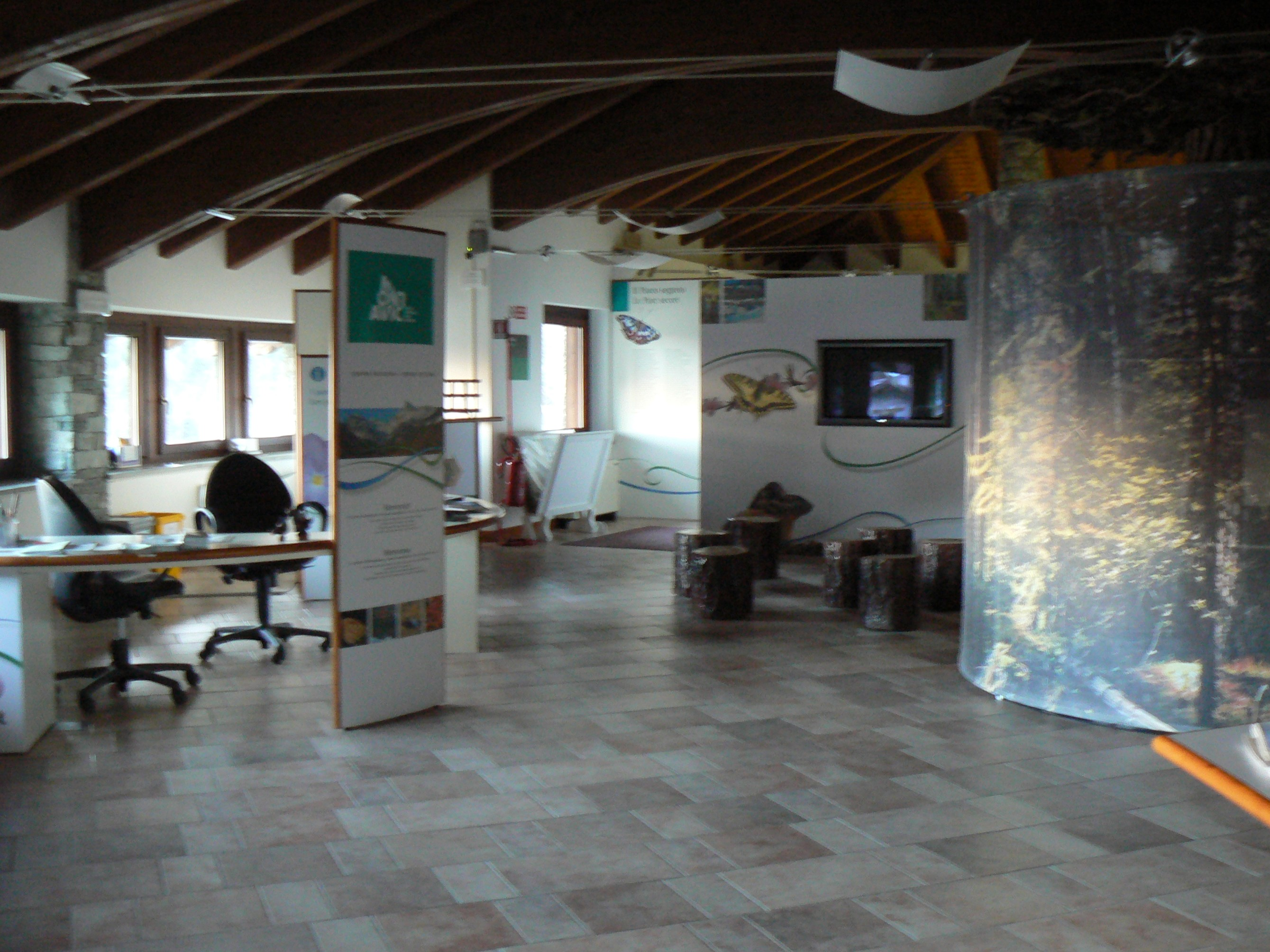
Het bezoekerscentrum van Champdepraz
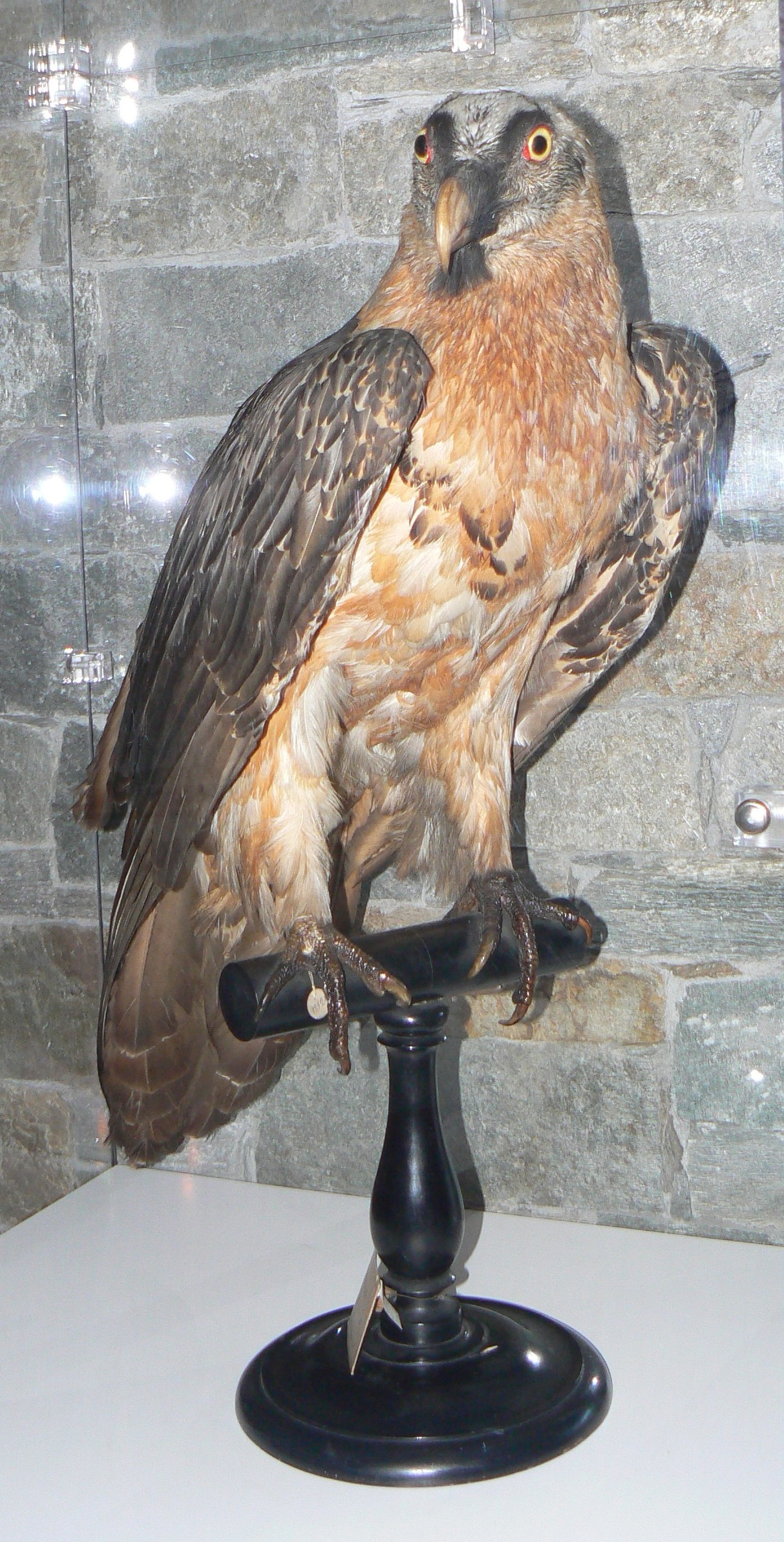
Lammergier in het bezoekerscentrum van Champdepraz